# 119195 Margaretgreer
119195 Margaretgreer este o planetă minoră (asteroid) din centura de asteroizi. A fost descoperită pe 25 august 2001 la Emerald Lane Observatory⁠(d) de Loren C. Ball⁠(d). 
Obiectul prezintă o orbită caracterizată de o semiaxă mare de 2,3337380084378 UAi, o excentricitate de 0,13981368883829, o înclinație de 4,8431571664662 ° în raport cu ecliptica.